# Entedon fuscitarsis
Entedon fuscitarsis är en stekelart som beskrevs av Thomson 1878. Entedon fuscitarsis ingår i släktet Entedon och familjen finglanssteklar.
Artens utbredningsområde är:
- Ungern.
- Nederländerna.
- Sverige.

Arten är reproducerande i Sverige. Inga underarter finns listade i Catalogue of Life.